# كيفن تشان
كيفن تشان هو طبيب كندي، ولد في 1972.